# Ninda
El ninda era la principal unitat de mesura de longitud i unitat central del sistema de mesures d'Assíria i Babilònia. Es començà a fer servir a tot estirar a finals del mil·lenni IV aC.